# RYBP
La proteína de unión a RING1 y YY1 (RYBP) es una proteína codificada en humanos por el gen RYBP.

## Interacciones
La proteína RYBP ha demostrado ser capaz de interaccionar con:
- RING1[3][1]
- YY1[1]
- Caspasa 10[4]
- E2F3[5]
- E2F2[5]
- Mdm2[6]
- Gen Abl[7]
- CBX2[1]